# Kazan (recipient)

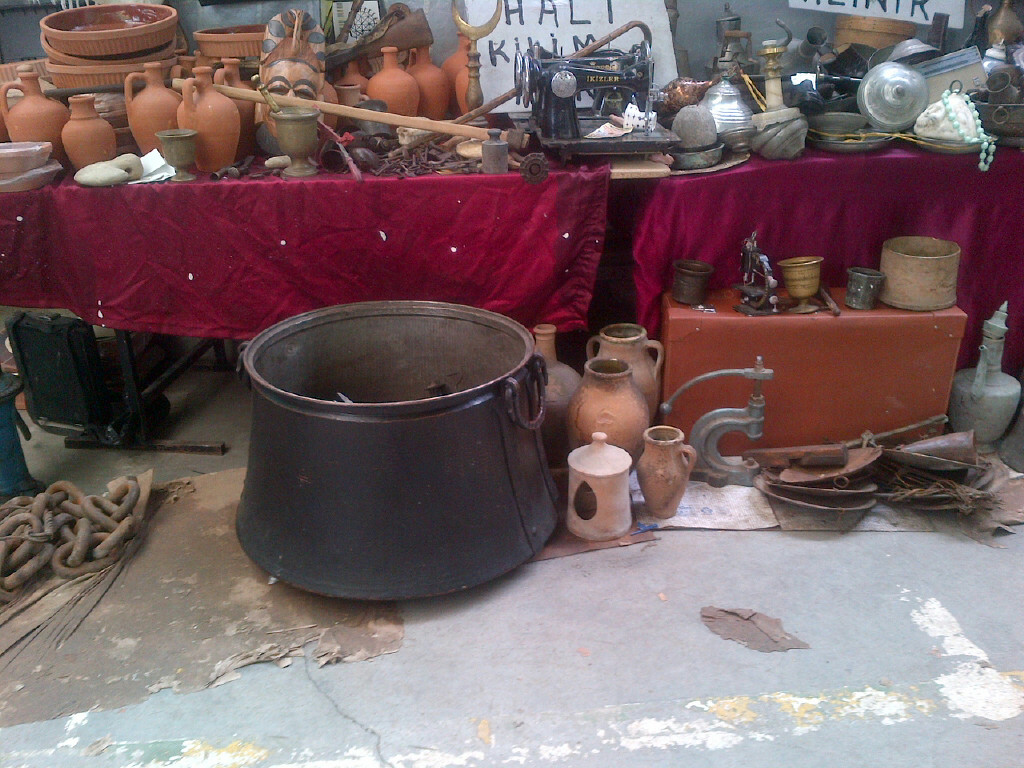
Kazan turc en desús, en un mercat de carrer a Ankara.

Un kazan (turc) és un recipient gran, caldera o marmita, utilitzat per cuinar menjar per a molta gent. El kazan turc generalment és fabricat de coure i gairebé sempre té dues nanses i no té tapa. Actualment, la majoria de vegades, només s'usa en àpats cerimonials com el keşkek i l'aşure, a les cerimònies de matrimoni o circumcisió i en altres festes de la Turquia rural. A les ciutats es pot utilitzar com un article de decoració.